# Barrage de Berdan
Le barrage de Berdan (en turc Berdan barajı) est un barrage en Turquie. Le barrage est situé juste au-dessus de la ville de Tarse (Tarsus) dans la province de Mersin

## Sources
- (en) « Berdan Dam », sur Agence gouvernementale turque des travaux hydrauliques (DSİ)